# Џек-пот (филм)
Џек-пот је југословенски ТВ филм из 1985. године. Режирао га је Славољуб Стефановић Раваси, а сценарио је писао Светозар Влајковић.

## Улоге
| Глумац            | Улога |
| ----------------- | ----- |
| Иван Бекјарев     |       |
| Дара Џокић        |       |
| Петар Краљ        |       |
| Весна Малохоџић   |       |
| Драган Николић    |       |
| Мирјана Вукојичић |       |